# Cixius obuduensis
Cixius obuduensis är en insektsart som beskrevs av Van Stalle 1988. Cixius obuduensis ingår i släktet Cixius och familjen kilstritar. Inga underarter finns listade i Catalogue of Life.